# Château d'Uxelles
Le château d'Uxelles est situé sur la commune de Chapaize en Saône-et-Loire, à la pointe d'un éperon dominant toute la région.

## Description
Le château se composait de deux enceintes elliptiques concentriques.
La première enceinte, dont les murailles de 2,65 mètres d'épaisseur, dépourvues de tout organe de flanquement, présentaient un chemin de ronde défendu par un parapet à créneaux, était précédée d'un fossé et d'une contrescarpe, et comprenait quatre portes: la porte principale sous une tour carrée hors œuvre que précédait un pont-levis, une petite porte sous une autre tour carrée beaucoup moins importante, et deux poternes ouvertes dans la courtine. Des communs, reconstruits au XVIIIe siècle, étaient adossés à la muraille de part et d'autre de l'entrée principale; une chapelle dédiée à Saint Georges avait été construite dans la cour, sans doute à la fin du XIIIe siècle.
La seconde enceinte était flanquée de quatre tours et pourvue, dans sa partie orientale au moins, de mâchicoulis découverts sans contrefort mais avec parapets sur arcs en plein cintre. Une partie des mâchicoulis avait été supprimée au XVe siècle ou au début du XVIe siècle, lorsqu'on avait rehaussé les murs et appliqué contre eux des logis et des communs. Au nord-est, une tour carrée à cheval sur la muraille était percée au rez-de-chaussée d'une porte en plein cintre en bossage rustique. Deux tours rondes d'importance inégale étaient situées à l'est et à l'ouest, et une tour rectangulaire, dite tour du Colombier, au sud-est. Cette enceinte était divisée en quatre parties : une première petite cour dans laquelle s'élevait une grosse tour pentagonale de sept étages ; la cour d'honneur autour de laquelle s'ordonnaient des communs et, au sud, le corps de logis principal flanqué d'une tour d'escalier trapézoïdale ; une cour étroite entourée de divers bâtiments que flanquait la grosse tour ronde, qui passait pour être le donjon primitif à l'ouest ; et enfin une terrasse au sud-ouest.
Tout cela a disparu pour faire place à un corps de logis de plan rectangulaire allongé entre deux ailes en retour d'équerre en légère avancée sur ses deux façades. L'avant-corps central est couronné par un fronton cintré.
Le château, propriété privée, ne se visite pas.

## Historique
Maison d'Uxelles
- 928 : Warulfe Ier d'Uxelles, seigneur d'Uxelle, châtelain de Brancion.
- 935 : Liébaud Ier d'Uxelles, seigneur d'Uxelle, châtelain de Brancion.

Maison de Brancion
- vers 1020 : Josserand Ier de Brancion, sire de Brancion (probablement aussi seigneur d'Uxelles).
- 1070 : Bernard Ier Gros de Brancion, seigneur d'Uxelle et de Brancion, fait bâtir une forteresse afin d'affermir sa puissance face à celle de l'abbaye de Cluny ; il mourra à son retour de Rome où il s'était rendu pour expier cette faute.
- Vers 1110 : Landry Ier Gros de Brancion, fils du précédent, lui succède.
- Première moitié du XIIe siècle : Bernard III Gros de Brancion, fils du précédent, lui succède.
- 1147 : Josserand II Gros de Brancion, fils du précédent, lui succède.
- vers 1170 : Josserand III Gros de Brancion, fils du précédent, lui succède.
- 1180 : Henri II Gros de Brancion, fils du précédent, lui succède.
- Vers 1214 : Jocerand IV Gros de Brancion, fils du précédent, signe un accord de paix avec Cluny.
- Début du XIIIe siècle : l'antagonisme avec Cluny s'achève lorsque le duc Eudes III se porte garant de l'accord de paix.
- 1250 : Henri III Gros de Brancion, fils du précédent, lui succède.

Maison de Bourgogne
- 1259 : son père s'étant ruiné pour suivre Louis IX en Égypte, Henri II, sans postérité, n'a d'autre ressource que de vendre Uxelles au duc de Bourgogne.

Famille de Blanot
- 1263 : le précédent fait don d'Uxelles au juriste Jean de Blanot qui lui est totalement dévoué.

Famille de Saint-Germain
- Début du XIVe siècle : Arthaud de Saint-Germain devient seigneur d'Uxelles par son mariage avec Isabelle de Blanot.
- Vers 1375 : à sa mort, la fille du précédent laisse le domaine à ses fils Arthaud et Jacques de Saint-Germain qui se le disputent âprement, tandis que le château est laissé à l'abandon.

Famille Magnien
- 1489 et 1490 : après une série de transmissions par les femmes qui entretient une certaine confusion, les divers éléments de la seigneurie sont rachetés par Jean de Sercy qui agit comme prête-nom de Philibert Magnien († 1516), conseiller du roi, d'abord receveur du Mâconnais, puis maître des comptes à la Chambre des Comptes de Bourgogne à Dijon, élu du Mâconnais ; ce dernier va réparer et embellir les bâtiments d'habitation.

Famille de Sercy
- 1508 : le précédent se dessaisit du domaine au profit de Jean de Sercy, sans toutefois cesser d'y résider. Uxelles passe à Claude de Sercy, puis à son fils Philibert de Sercy, mort accidentellement en 1540. Uxelles est alors attribué à la sœur de ce dernier, Jacqueline de Sercy, épouse d'Antoine de Semur.
- 1560 : par un arrangement passé à Dijon et conservé (A.D.C.O. cote B 10647), Antoine de Semur échange Uxelles contre Sercy avec Pétrarque du Blé, seigneur de Sercy et Cormatin, époux de sa belle-sœur Claudine.

Famille du Blé
- 1560 : Arrivé à Uxelles, Pétrarque du Blé y effectue des travaux, dont sans doute une modification des portes, et une cheminée, conservée, qui porte sa devise et la date de 1567.
- 1616 : le fils du précédent, Antoine du Blé, délaisse Uxelles pour construire un nouveau château à Cormatin où vont désormais résider les Du Blé, lors des brefs séjours qu'ils feront en Bourgogne.
- 1618 : la seigneurie est érigée en marquisat.
- Milieu du XVIIe siècle : Louis Chalon du Blé est marquis d'Uxelles.
- Nicolas Chalon du Blé, fils du précédent, marquis d'Uxelles, abbé de la Bussière puis maréchal de France.
- 1730 : au décès de Nicolas Chalon du Blé ; le domaine change de main.

Période intermédiaire
- Pour la succession des propriétaires, voir Château de Cormatin

Famille de La Chapelle
- 1812 : Charles-Hippolyte, vicomte de La Chapelle (1817), chef d'escadron de la garde royale (sous la Restauration), achète le domaine ; il va restaurer une partie du logis principal et abattre les ruines de la cour extérieure et du donjon
- 1835 : conseillé par l'architecte versaillais du Thil, Charles-Henri de La Chapelle fait tout raser et édifie une nouvelle demeure à l'emplacement de l'ancienne cour d'honneur.
- XXIe siècle : famille de La Chapelle.

### Armoiries

Armes des Gros de Brancion.
Armes des ducs de Bourgogne.
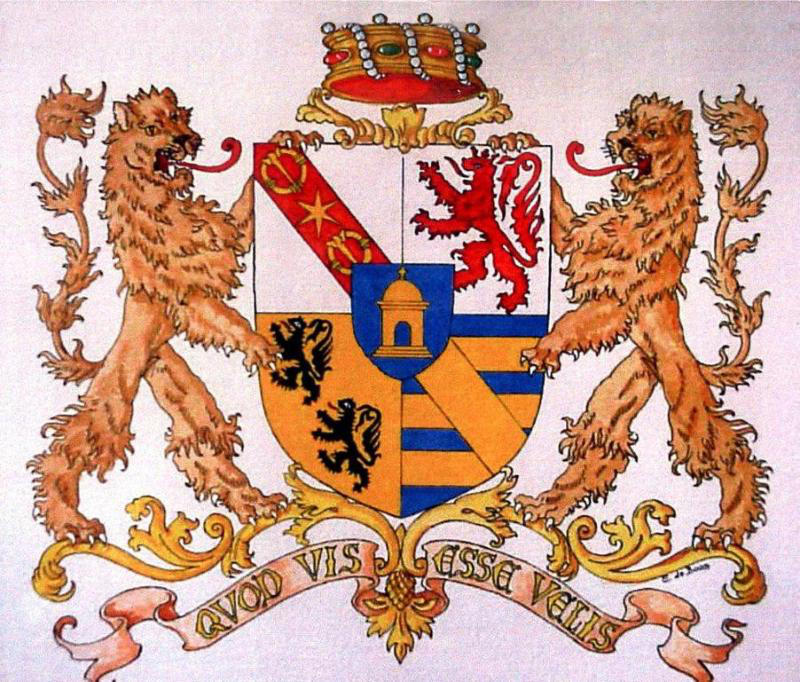
Armes de la famille de La Chapelle.

- de Blanot : D'azur à trois épis de blé, sortant d'une même racine d'or, et en pointe d'un croissant d'argent.
- Magnien : D'azur à deux palmes adossées d'or.
- de Sercy : D'argent à trois fasces ondées d'azur.
- Du Blé-d'Uxelles (à partir de 1560) : De gueules à trois chevrons d'or.
- de La Chapelle olim Siot : Écartelé et une chapelle ardente brochant sur le tout.